# 彼得·罗斯特
彼得·罗斯特（德語：Peter Rost，1951年6月29日—），德国男子手球运动员。他曾代表东德参加1980年夏季奥林匹克运动会手球比赛，获得一枚金牌，他在赛事的其中五场比赛有上场。